# Pauls Puber Kookshow
Pauls Puber Kookshow is een Nederlands televisieprogramma van de televisieomroep VARA dat uitgezonden werd op het begin van de zaterdagavond op NPO 3. De presentatie van het programma was in handen van Paul de Leeuw, waar tevens het programmanaam naar vernoemd is. Janny van der Heijden was als co-host in het programma te zien.
In 2016 won het programma de Gouden Stuiver op het Gouden Televizier-Ring Gala 2016 voor beste televisieprogramma voor de jeugd.

## Opzet
In het programma ontvangt presentator Paul de Leeuw jeugdige kijkers die in hun puberteit zitten die in de show een speciaal gerecht komen koken samen met co-host Janny van der Heijden. Tussen het koken door knoopt De Leeuw een gesprek met de pubers aan en ontvangt hij pubers die bijzondere dingen hebben meegemaakt zoals iemand die haar zus verloren is en iemand die anorexia heeft gehad. Tevens ontvangt De Leeuw ook regelmatig bekende Nederlanders en internationale artiesten om over hun puberteit te praten zoals B-Brave, Ellie Lust, Ronnie Flex, Maxim Hartman en Mika.
Het programma wordt opgenomen op een ronde set dat bestaat uit twee decor stukken: een keuken en de ander is verschillend per aflevering. Dit decor kan De Leeuw laten draaien waardoor de keuken de ene keer door het publiek te zien is en de andere keer omgedraaid is waardoor het andere decor alleen voor het oog zichtbaar is. 
De programma's worden altijd bijgewoond met een live publiek die vooral uit pubers bestaan met enkele ouders. De Leeuw bespreekt met de pubers in het publiek ook verschillende onderwerpen die op dat moment actueel zijn in het nieuws of problemen waar je in de puberteit mee te maken krijgt. Verschillende onderwerpen die in het programma voorbij zijn gekomen zijn: seksuele voorlichting, de zwartenpietendiscussie, het controleren van je teelballen op kanker, anorexia, pesten en masturbatie.

## Waardering
De eerste aflevering van het programma werd door ruim 435.000 kijkers bekeken en was daarmee het best bekeken jeugdprogramma van die dag. Hierna schommelde de kijkcijfers gemiddeld tussen de 300.000 en 400.000 kijkers. Doordat het programma voor een jeugdprogramma erg goed werd bekeken werd er besloten het programma een tweede seizoen te geven, deze ging van start op 9 januari 2016. Het programma bleef wederom goed bekeken waardoor er besloten werd datzelfde jaar op 9 september 2016 nog terug te keren voor een derde seizoen. Voor dit seizoen werd er besloten het programma uit te zenden op het begin van vrijdag avond in plaats van het begin van zaterdag avond, echter de kijkcijfers van de eerste aflevering op vrijdag trok met 137.000 kijkers een stuk minder kijkers dan gewoonlijk. Hierdoor werd mede door boze berichten van presentator De Leeuw op de publieke omroep ervoor gekozen het programma vanaf de tweede aflevering weer op het begin van de zaterdag avond uit te zenden.
Eind september 2016 werd bekendgemaakt dat het programma tot de laatste drie genomineerde hoorde voor de Gouden Stuiver voor beste televisieprogramma voor de jeugd, de andere twee genomineerde waren Brugklas en Puberruil. In oktober 2016 wist het programma op het Gouden Televizier-Ring Gala 2016 ook daadwerkelijk de Gouden Stuiver te winnen.
12 steden, 13 ongelukken · Alles draait om geld · Bergen Binnen · Büch's Boeken · Buitenhof ** · Bureau Kruislaan · Cabaret & Co · Comedytrain presenteert · Deadline · Dr. Ellen · Ernstige Delicten · Factor Giel · Gebak van Krul · GIEL · Herexamen · Hoe bestaat het · Hof van Joosten · Hollands Hoop · In goed gezelschap · Is dat eigenlijk wel zo? · Jules Unlimited · Kanniewaarzijn · Kassa · Kassa 3 · Kinderen geen bezwaar · Kinderen voor Kinderen · Kopspijkers · Kun je het al zien? · Het Lagerhuis · Langs de Leeuw · Langs Sint en De Leeuw · De leugen regeert · Lieve Paul · Lieve Paul & Sint · MaDiWoDoVrijdagshow · De Mega Mike & Mega Thomas Show · Mooi! Weer De Leeuw · Mooi! Weer de Sint · Nieuwslicht · NOVA * · Oppassen!!! · Overspel · Panache · PAU!L · PAU!L en Sint! · Pauls Kadoshow · Pauls Puber Kookshow · Pauw & Witteman · Per Seconde Wijzer · Sint & De Leeuw · Shouf Shouf! · The Sopranos · Stellenbosch ** · Studio Spaan · Thank God It's Friday · Twee voor twaalf · Unit 13 · De verrukkelijke 85 · Vroege Vogels TV · Vuurzee · Waltz ** · De Wereld Draait Door · De wereld van Boudewijn Büch · Wie steelt mijn show? · X De Leeuw · Zembla

*: In samenwerking met NPS en NOS     **: In samenwerking met AVROTROS en VPRO